# BÏF§ZF+18
BÏF§ZF+18 Simultaneità e Chimismi lirici (BÏF§ZF+18, simultanéités et chimismes lyriques) est un recueil de poésie et livre d'artiste publié en 1915 par le peintre et écrivain futuriste Ardengo Soffici. Malgré sa rareté, il est devenu un des plus célèbres exemple de la technique des mots en liberté théorisée par Filippo Tommaso Marinetti. Si l'édition originale ne comportait que 300 exemplaires, les inondations de Florence de 1966 en réduisirent encore le nombre.

## Analyse
Selon Peter Brand et Lino Pertile BÏF§ZF+18 Simultaneità e Chimismi lirici, est un collage d'impressions visuelles et auditives combinant mémoire et sensation pour donner l'illusion d'une poésie en mouvement.

## Extrait
Stringo il volante con mano d'aria,

Premo la valvola con la scarpa di cielo;

Frrrrrr frrrrrr frrrrrr, affogo nel turchino ghimè.

Mangio turchino di mammola,

Fette d'azzurro;

Ingollo bocks di turchino cobalto,

Celeste di lapislazzuli,

Celeste blu, celeste chiaro, celestino,

Blu di Prussia, celeste cupo, celeste lumiera;

Mi sprofondo in un imbuto di paradiso.

Cristo aviatore, ero fatto per questa ascensione di gloria poetico-militaire-sportiva

Sugli angioli rettangolari di tela e d'acciaio.

Il cubo nero è il pensiero del ritorno, che cancello con la mia lingua accesa e lo sguardo di gioia

Dal bianco quadrante dell'altimetro rotativo.